# Rue de la Bastille (Paris)
Pour les articles homonymes, voir Rue de la Bastille.
La rue de la Bastille est une voie située dans le quartier de l'Arsenal du 4e arrondissement de Paris.

## Situation et accès

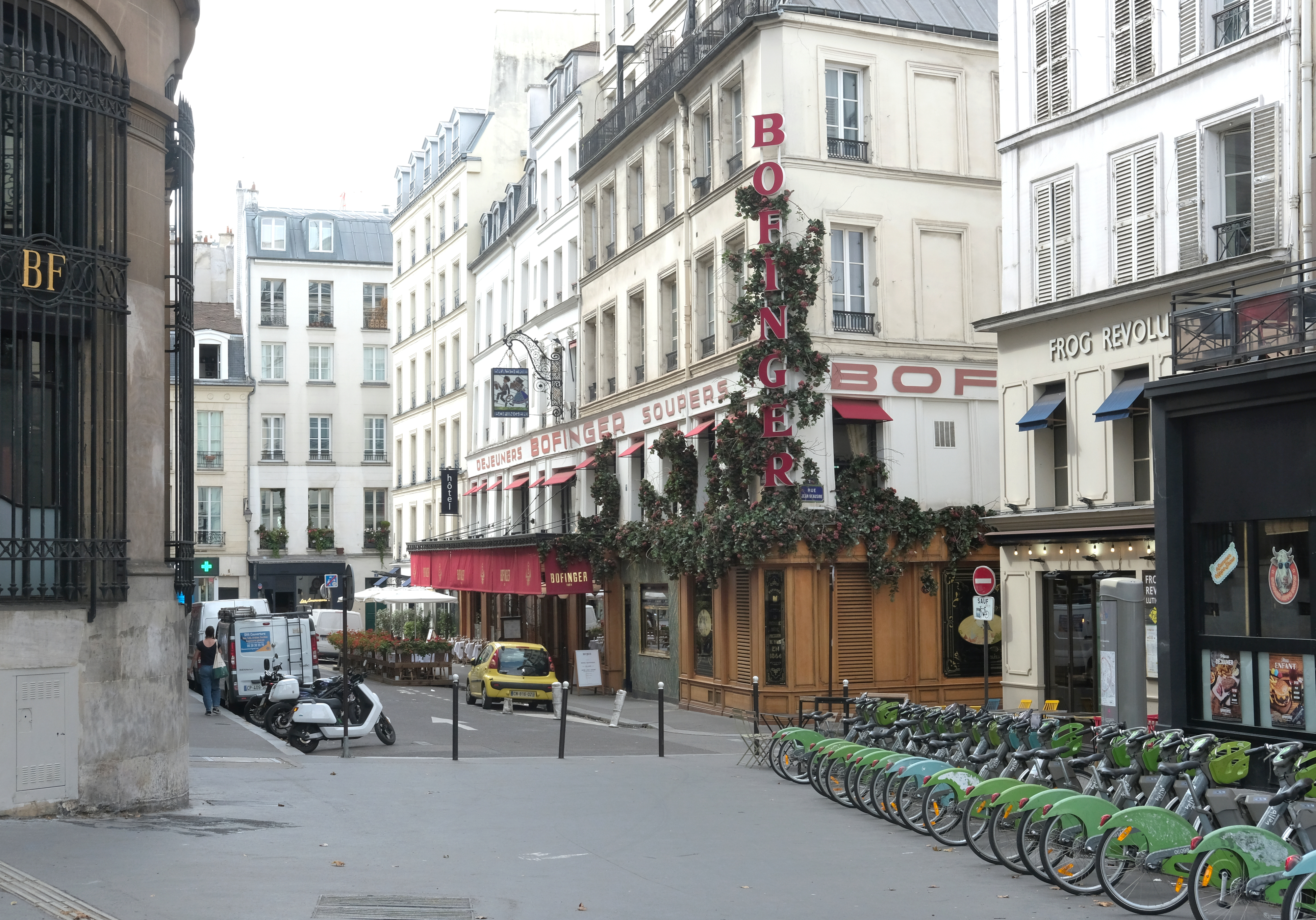
La rue de la Bastille vue depuis la place de la Bastille.

La rue de la Bastille est desservie par les lignes 1, 5 et 8 à la station Bastille.

## Origine du nom
Elle porte ce nom en raison de la proximité de l'emplacement de la Bastille.

## Historique
Après la condamnation du passage  par l'intérieur de la Bastille au début du XVe siècle, le tronçon est de la rue Saint-Antoine est détourné vers une nouvelle porte au nord de la forteresse pour maintenir la circulation entre l'intérieur de la ville et les faubourgs.
Ce crochet de la rue Saint-Antoine pour contourner le fort correspond à l'actuelle rue de la Bastille 
La démolition de la Bastille à partir de 1789 créa un élargissement de la partie de la rue Saint-Antoine à son débouché sur la place de la Bastille.
Cet élargissement est supprimé par la création en 1877 d'un pâté de maisons au milieu de cette petite place. La voie  qui passe au sud de ces immeubles fait partie de la rue Saint-Antoine, la courte rue passant au nord étant dénommée rue de la Bastille

Arrivée de la rue Saint-Antoine à la Bastille
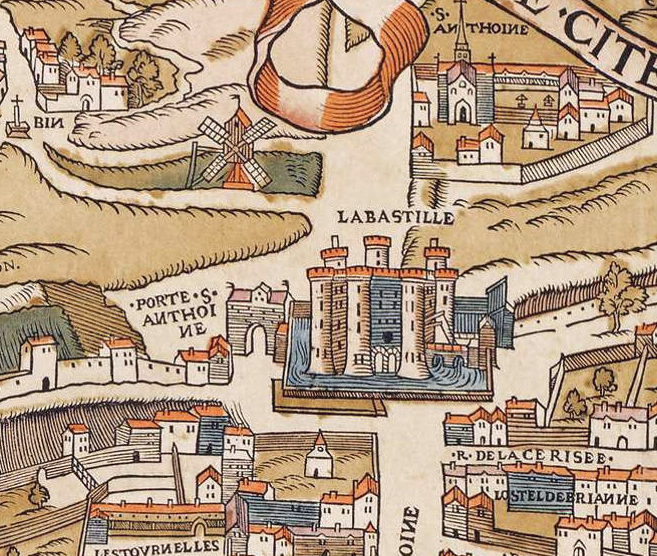
Sur le plan de Truschet et Hoyau (vers 1550).
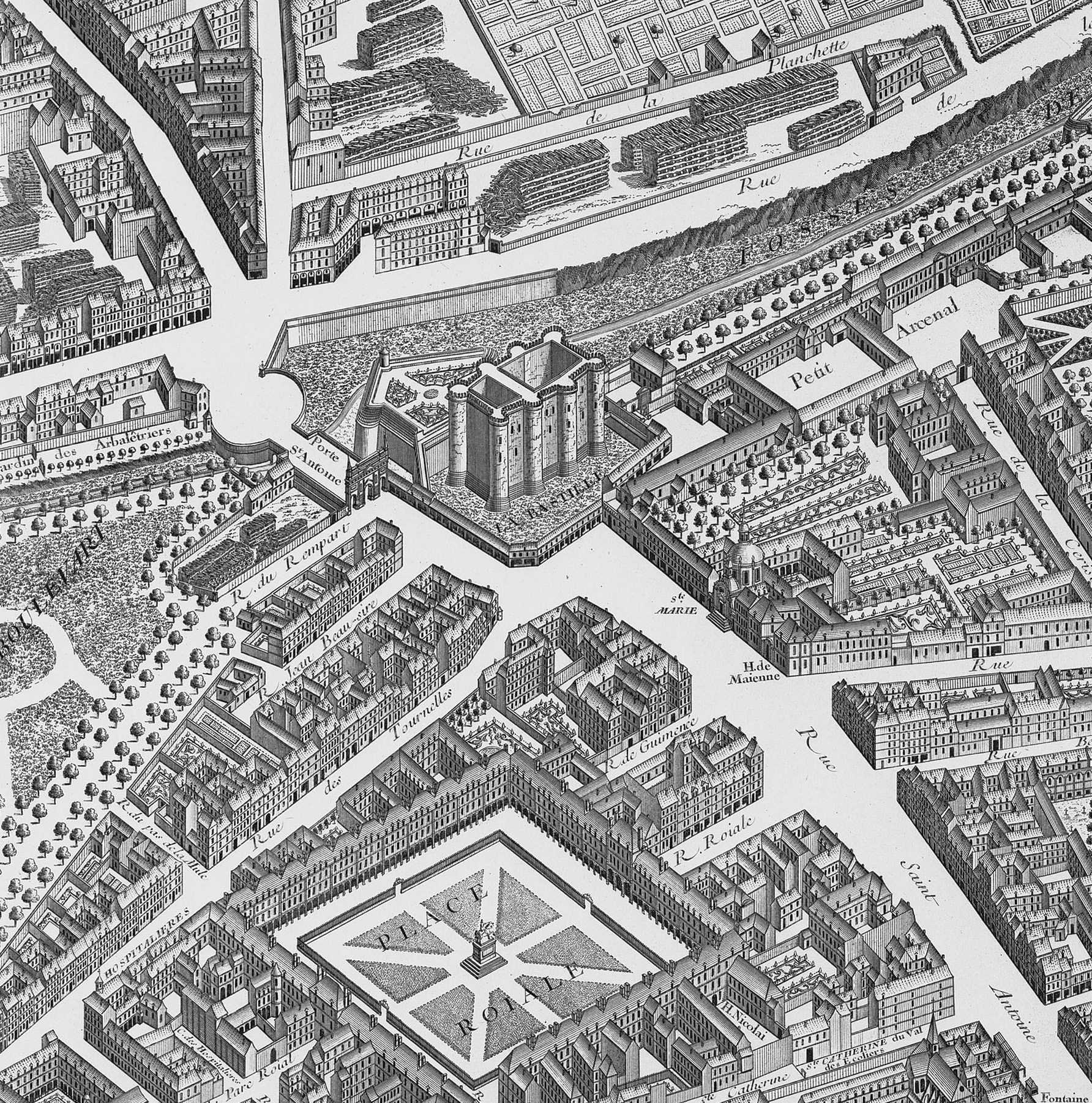
Sur le plan de Turgot (vers 1740).
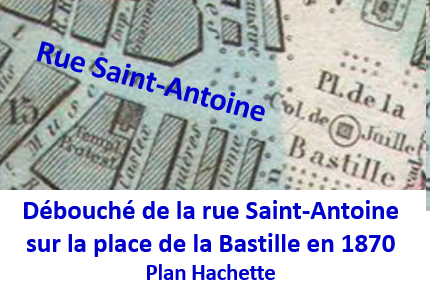
Partie de la rue Saint-Antoine arrivant place de la Bastille en 1870 avant création de la rue de la Bastille

## Bâtiments remarquables et lieux de mémoire
- La "brasserie Bofinger" : célèbre brasserie du quartier, fondée en 1864. Son décor des années 1900 n'a pas changé. La brasserie était à vendre en 1982, un marchand de meubles voulait l'acheter et transformer les lieux en entrepôts. Heureusement, des restaurateurs passionnés vont l'acquérir, la rénover, sauvant ainsi les lieux, qui seront classés par la suite.

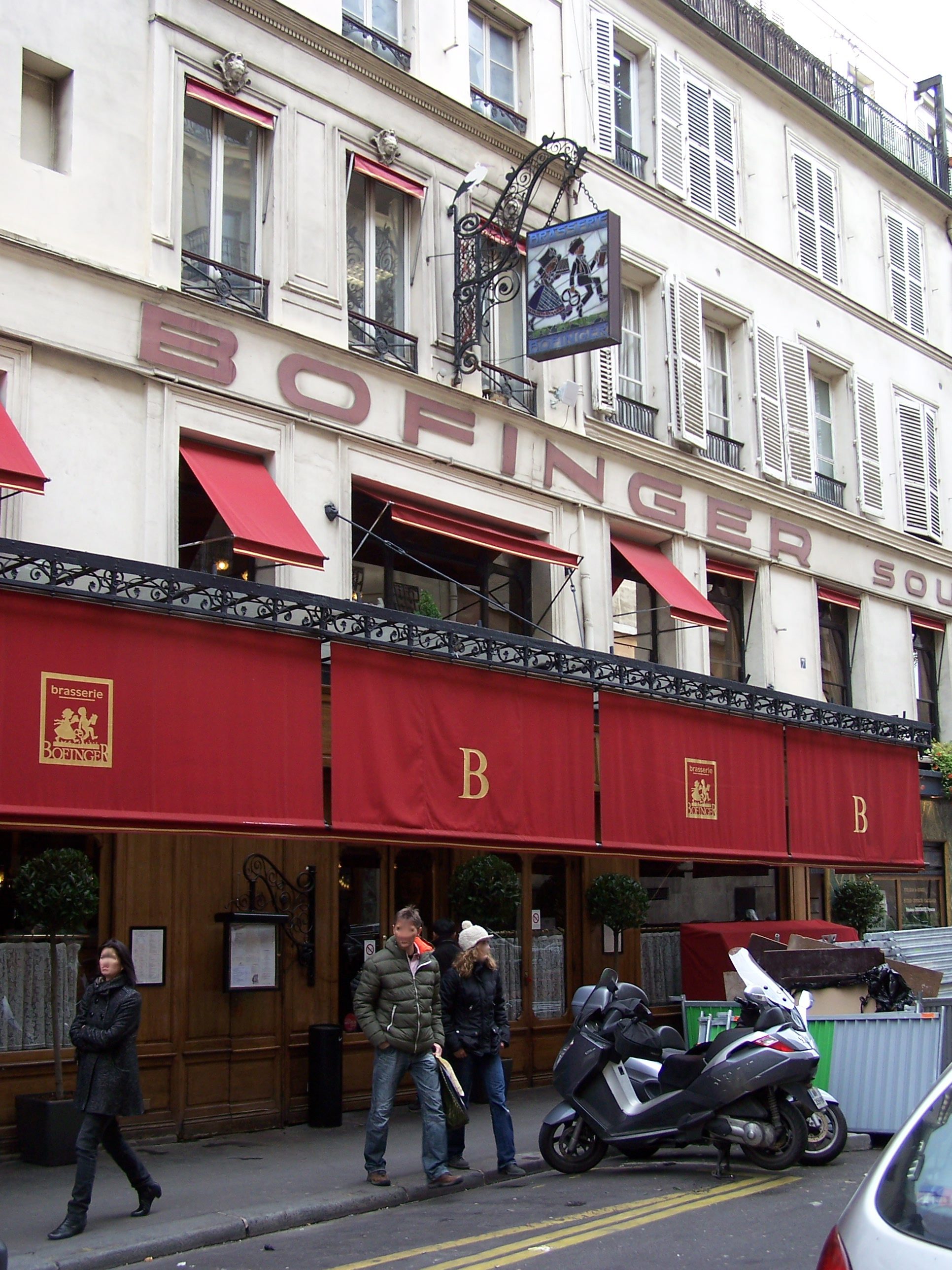
Brasserie Bofinger.
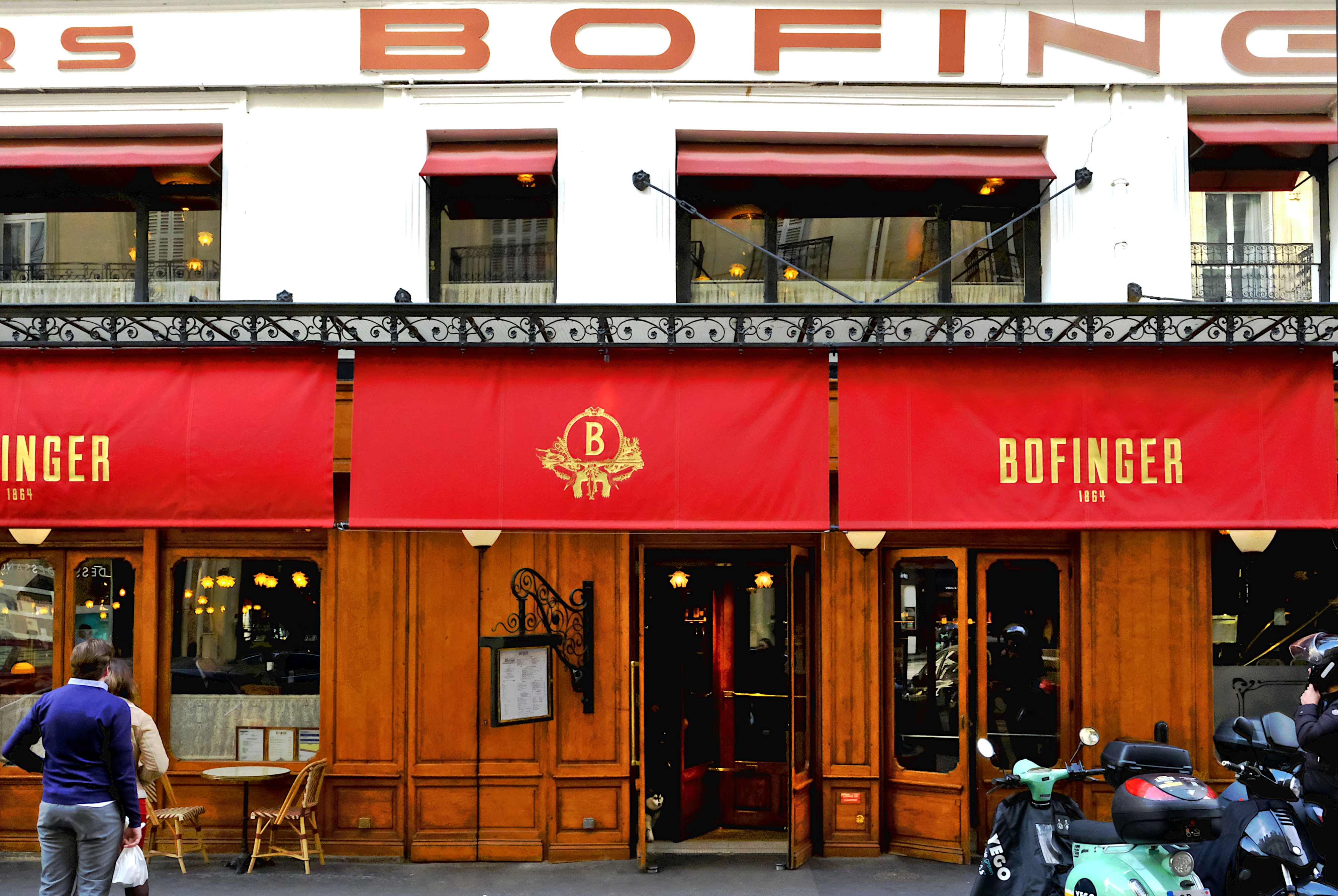
La brasserie en 2025.

- No 11 : emplacement de la porte Saint-Antoine[3].